# Спешащий человек
«Спешащий человек» (фр. L'Homme pressé) — франко-итальянский кинофильм по роману Поля Морана.

## Сюжет
Стремительный Пьер Ниокс… Его жизнь — бесконечное движение. Он легко покупает и продает древние сокровища, оставаясь в прибыли. Обладать красивой женщиной или иметь огромный счёт в банке — для Пьера ничто. Быть единственным обладателем уникальной ценности — вот его единственная страсть, ради которой он готов на всё! Ни секунды отдыха, каждый момент — движение, ведь остановка в мире Ниокса невозможна и является страшнейшим преступлением перед миром и самим собой… Что поделаешь — перед нами упрямый одиночка, сумасшедший игрок.
Пьер покупает старинный особняк далеко в горах, вырвав завещание из рук умирающего владельца, вызвав для этого личный вертолёт. Дочь старика начинает судебную тяжбу, так Пьер знакомится с будущей женой. В особняке он находит древнеримские развалины, тщательно раскапывает их… и тут же засыпает землёй. Во время выставки африканских старинных масок знакомится с наследным принцем и тот предлагает ему другие маски. Для их приобретения требуется незамедлительно вылететь в сомнительную африканскую страну — пожалуйста, оставляет жену без брачной ночи и улетает. Но там нет масок — его арестовывают за контрабанду масок. Несколько дней тюрьмы.
Как хотел он иметь сына, как мечтал о скорейшим рождении его, даже настаивает на преждевременных родах. Но когда сын родился, Пьер бежит по коридору роддома, чтобы скорее увидеть его, а добежав уже до самой двери… остекленели его глаза, вмиг потерял он интерес к существованию сына, поскольку эта мечта теперь потеряла для него прежнее очарование, став банальной реальностью. Жена уже неинтересна, он хочет покорить её сестру.
Главной же целью Пьера является старинная Этрусская ваза. И вот наконец-то её продают на аукционе. Пьер разрабатывает сложный план по нейтрализации представителей крупнейших музеев. И выигрывает аукцион. Решающий удар молотка, и фраза «Продано!» объявят финал не только мечте Ниакса, но и его столь стремительной и по большому счёту бессмысленной жизни. Инфаркт.